# Proyecto M
Proyecto M fue una boyband puertorriqueña formada en 1986 por exintegrantes de la boyband puertorriqueña Menudo, como Johnny Lozada, René Farrait, Ray Reyes y Xavier Serbia; entre sus más grandes éxitos se pueden contar "Locos de remate", "Escápate conmigo", "Tiempo de amarnos", "Qué haré sin ti", "Bella amada mía", "Estoy aún enamorado", "El blanco es la pasión", "Si no estás conmigo", "Arde que me quemas" y muchos otros.
En 1987, el lanzamiento de su álbum debut coincide con el de la telenovela venezolana Alba Marina (1988), en la que comparten roles protagónicos con la cantante venezolana Karina. Para la banda sonora de la telenovela se usaron el tema de Proyecto M "Tiempo de amarnos" y el tema de Karina "Sin máscara".
A inicios de 1989 Proyecto M lanza su segunda producción discográfica (Proyecto M 1989). Ray Reyes, otro ex-Menudo, llega para substituir a Xavier Serbia que había dejado al grupo para lanzarse como solista. A partir de ese disco hay una evolución en su estilo musical, dejan de lado las canciones juveniles y centran su trabajo musical en canciones de pareja.
Proyecto M lanza a finales de 1991 su tercer disco titulado "Arde que me quemas". Con este álbum alcanzan su mejor momento disfrutando de gran popularidad en toda Latinoamérica.
A finales de 1993 se pone a la venta "Si no estás conmigo", el cuarto disco de Proyecto M. Ellos estaban en la cima del éxito cuando René Farrait deja el grupo por motivos personales. Johnny Lozada y Ray Reyes siguen trabajando juntos hasta 1994, cuando deciden separarse y disolver el grupo.
Proyecto M ha grabado cuatro discos: dos álbumes homónimos ("Proyecto M"), "Si no estás conmigo" y "Arde que me quemas".
Su primer álbum fue producido por Isaías Urbina, en Venezuela.
actualmente se prepara una nueva generación y producción musical bajo el mismo nombre "Proyecto M" pero es más un concepto musical más juvenil y será liderado por cinco jóvenes de Distintas nacionalidades esta producción estará en el mercado para mediados de final del año 2018, 2019.
A principio del año 2020, el empresario tapatío Rodrigo Álvarez S., decide realizar una fuerte inversión y adquiere los derechos del grupo, para así preparar una gira en ese mismo año, gira pospuesta por la pandemia mundial del nuevo coronavirus (COVID-19). Planean retomar la gira para el año 2021.

## Discografía
- Proyecto M (1987) (Capitol/EMI) (CD/LP)
- Bella Amada Mia (1988) (Capitol/EMI) (CD/LP)
- Proyecto M 2 (1989) (Capitol/EMI) (CD/LP)
- Arde que me quemas (1991) (Capitol/EMI) (CD/LP)
- Si no estás conmigo (1993) (Capitol/EMI) (CD/LP)
- Grandes éxitos (1994) (EMI) (CD)
- La historia musical éxitos (2018) (SONOVEN RECORDS) (CD)
- Proyecto M (2019) "Amor de pirata" ( TH Rodven USA)